# Leicester, Massachusetts
Leicester är en kommun (town)  i Worcester County i den amerikanska delstaten Massachusetts med en yta av 63,9 km² och en folkmängd, som uppgår till 10 471 invånare (2000).
Trots att inga viktiga slag i amerikanska revolutionskriget utkämpades i trakten, spelade kommunens invånare en central roll i början av amerikanska revolutionen. Överste William Henshaw från Leicester förklarade i början av konflikten år 1774 behovet av att ha män som är färdiga på minuten och på det sättet uppstod användningen av begreppet minuteman i 1770-talets kontext.

## Kända personer från Leicester
- William H. Crane, skådespelare
- William Upham, politiker
- Emory Washburn, politiker